# Салим Гази Саиди
Салим Гази Саиди, (на персийски: سلیم قاضی‌سعیدی) (1981-) е ирански китарист и композитор.
Твори в разнообразие от жанрове – от прогресив метъл и джаз-синтез до авангарден класически камерен рок и прогресив-електронен рок и RIO. Някои критици дори предпочитат термина арт-рок и признават минималистичния му подход в музиката.

## Биография
Роден е през 1981 г. в Техеран, Иран. През 1999 г. започва да се учи самостоятелно да свири на китара и да композира. Създал е 3 албума „Абракадабра“ (2006), Sovereign (2007) и Ustuqus-al-Uss (2008 г.) в групата Арашк. Издава 4-ия си албум "Iconophobic „през 2010 г. като единствен член на групата, в която играе ролята на композитор, китарист, клавирист, барабанен аранжор, миксиращ инженер и продуцент. Публикува Human Encounter през 2011 г.
Някои критици сравняват музиката му с Univers Zero, Art Zoyd, Джон Зорн, Patrick O'Hearn, Майк Олдфийлд, Суфян Стивънс и The Enid, Djam Karet и Birdsongs of the Mesozoic, David Bedford, Richard Pinhas, ZNR, Mecano, Present, Aranis, the entire Belgian chamber rock scene и Anne Dudley and Jaz Coleman. Harmonie Magazine сравняват свиренето му на китара с това на Робърт Фрип от Кинг Кримсън.
Албумите му са концептуални, с елементи на класическа и електронна музика и прогресивен рок, използващ разнообразни инструменти. Описва себе си като „вечен импровизатор ... както в свиренето, така и в композирането.“

## Дискография
- namoWoman – Salim Ghazi Saeedi (2012)
- Human Encounter – Salim Ghazi Saeedi (2011)
- Iconophobic – Salim Ghazi Saeedi (2010)
- Ustuqus-al-Uss – Arashk (2008)
- Sovereign – Arashk (2007)
- Abrahadabra – Arashk (2006)

## музикални влияния
Неговите основни влияния включват Jeff Beck, Телониъс Монк, Charlie Clouser и Marty Friedman. Салим казва за стила си на музициране: „Никога не съм вземал решение да композирам в прогресивен жанр... Просто имам много разнообразен вкус за музика ... Може би оттам е прогресивният жанр. Освобождавате ума си и той става прогресивен!“